# Bulbus (slak)
Bulbus is een geslacht van weekdieren uit de klasse van de Gastropoda (slakken).

## Soorten
- Bulbus fragilis (Leach, 1819)
- Bulbus normalis (Middendorff, 1851)
- Bulbus smithii T. Brown, 1839
- Bulbus striatus Golikov & Sirenko, 1983
- Bulbus tenuiculus (G. B. Sowerby III, 1915)